# Generalsekretariat der Arabischen Liga
Gemäß dem Pakt der Liga der arabischen Staaten ist das Generalsekretariat (arabisch الأمانة العامة لجامعة الدول العربية, DMG al-amāna al-ʿāmma li-ǧāmiʿat ad-duwal al-ʿarabīya; englisch Secretariat-General of the Arab League) eines der Hauptorgane der Arabischen Liga. Es wurde im Juli 1953 gegründet. Es fungiert als Verwaltungsorgan und ist verantwortlich für alle technischen und administrativen Vorgänge innerhalb der Arabischen Liga. Außerdem ist es zuständig für die Koordination und Unterstützung der Arbeit von Sonderorganisationen und anderen Institutionen im Rahmen der Liga.

## Rechtliche Grundlage
Grundlage für die Arbeit ist der Pakt der Liga der arabischen Staaten (engl. Pact of the League of the Arab States; abgekürzt PLAS) und die Geschäftsordnung des Generalsekretariats vom 24. Juli 1974. In Art. 12 PLAS wird ein permanentes Generalsekretariat eingerichtet, das sich aus einem Generalsekretär, einer nicht näher definierten Zahl an Assistenten und einer ausreichenden Zahl an Beamten zusammensetzt.

## Der Generalsekretär
Der Generalsekretär (الأمين العام al-amīn al-ʿāmm) steht dem Generalsekretariat vor und gilt als „treibende Kraft hinter der Arabischen Liga“. Er wird durch den Ligarat für 5 Jahre ernannt. Eine Wiederwahl ist grundsätzlich möglich. Bisherige Generalsekretäre waren:
| Zeitraum  | Generalsekretär          | Staat    |
| --------- | ------------------------ | -------- |
| 1945–1952 | Abdel Rahman Azzam       | Ägypten  |
| 1952–1972 | Abdel Khaliq Hassuna     | Ägypten  |
| 1972–1979 | Mahmoud Riad             | Ägypten  |
| 1979–1990 | Chedli Klibi             | Tunesien |
| 1990–1991 | Assad al-Assad (interim) | Syrien   |
| 1991–2001 | Esmat Abdel Meguid       | Ägypten  |
| 2001–2011 | Amr Mussa                | Ägypten  |
| 2011–2016 | Nabil Elaraby            | Ägypten  |
| seit 2016 | Ahmed Aboul Gheit        | Ägypten  |

## Funktion des Generalsekretärs
Gemäß dem Ligapakt hat der Generalsekretär folgende, vor allem verwaltungstechnische Aufgaben:
- Er nimmt die Bewerbung eines Staates um eine Mitgliedschaft bei der Arabischen Liga entgegen und leitet sie an den Ligarat weiter;
- er besetzt die Führungspositionen innerhalb des Generalsekretariats;
- er stellt Haushaltspläne für das Generalsekretariat und die Liga insgesamt auf;
- er beruft Sitzungen des Ligarats ein und bereitet sie vor;
- er dokumentiert die Verträge und Abkommen zwischen den Mitgliedsstaaten.

Weitergehende Aufgaben gemäß den Geschäftsordnungen von Ligarat und Generalsekretariat sind:
- Er schließt im Namen der Liga Abkommen mit anderen internationalen Organisationen ab;
- er legt den jährlichen Lagebericht über die Arabische Liga dem Ligarat vor;
- er nimmt an Sitzungen des Ligarats und der technischen Komitees teil;
- er besitzt ein Initiativrecht bezüglich der Tagesordnungspunkte im Ligarat und ein Recht auf Stellungnahme im Plenum des Rates.
- De facto verfasst das Generalsekretariat alle Resolutionen und legt sie dem Ligarat zur Entscheidung vor.

Ferner besitzt er – aus der jüngsten Vergangenheit erwachsene – politische Funktionen:
- Er ist oberster Repräsentant und Sprecher der Arabischen Liga und vertritt sie diplomatisch nach außen. Er ist offizieller Beobachter der Liga bei der UNO und anderen IGOs und nimmt in ihrem Namen an internationalen Konferenzen teil.
- Ferner gehört die friedliche Beilegung von Streits zu seinen Aufgaben. Aus eigener Initiative vermittelt er bei Konflikten zwischen Mitgliedern. Gemäß verschiedener Resolutionen des Ligarats gehört die Friedenssicherung auch zu seinem Kompetenzbereich. In diesem Zusammenhang ist er zur Aufstellung, Organisation, Kontrolle und Auflösung von Friedenstruppen ermächtigt.

## Abteilungen des Generalsekretariats
Neben dem Generalsekretär sind Assistenten, Stellvertreter und Beamte am Hauptsitz zu dessen Unterstützung angesiedelt. Gemäß Art. 3 PLAS ist es jedem Mitgliedsstaat erlaubt, einen Stellvertreter des Generalsekretärs zu benennen. Gegenwärtig besteht das Generalsekretariat aus einem Generalsekretär, 12 stellvertretenden Generalsekretären und 4 Abteilungsleitern (die zusammen den „Rat des Generalsekretariats“ bilden). Jeder Stellvertreter und Abteilungsleiter steht einer Abteilung des Generalsekretariats vor. Die Abteilungen haben sachbezogene Aufgaben, u. a. für internationale, kulturelle und wirtschaftliche Angelegenheiten. Die Hauptabteilungen bestehen aus bis zu 5 Unterabteilungen. Ferner unterhält das Generalsekretariat 24 Vertretungen und Büros weltweit, u. a. das Büro des Ständigen Beobachters der Arabischen Liga bei den Vereinten Nationen in New York und in Genf.